# Monte Hotham
O Monte Hotham é uma montanha que faz parte dos Alpes Vitorianos da Grande Cordilheira Divisória, localizada no estado australiano de Vitória. A montanha está localizada a aproximadamente 357 quilômetros a nordeste de Melbourne, 746 quilômetros de Sydney e 997 quilômetros de Adelaide por estrada. A estrada principal mais próxima da montanha é a Great Alpine Road. A montanha recebeu o nome de Charles Hotham, governador de Vitória entre 1854 e 1855.
O cume do Monte Hotham atinge uma altitude de 1.862 metros.